# 张汉武
张汉武（1911年—1988年），男，陕西米脂人，中华人民共和国政治人物，曾任陕西省政协副主席，陕西省人大常委会副主任，第三、四、五届全国政协委员。